# Аргонавт (білок)
Аргонавт (англ. Argonaute) – загальна назва білків, що беруть участь у процесі РНК інтерференції. Білки родини Аргонавт формують РНК-індукований комплекс заглушення генів RISC (англ. RNA-induced silencing complex), що виконує функцію специфічного "виключення" генів-мішеней за допомогою коротких некодуючих РНК (мікроРНК, ендо-міРНК та піРНК).
Білки родини аргонавт дуже консервативні у всіх еукаріотів, за винятком дріжджів Saccharomyces cerevisiae, що втратили здатність до РНК інтерференції. Також Аргонавт білки присутні у архей і бактерій, але їхня функція там не до кінця з'ясована. 

## Підродини сімейства Аргонавт
Білки родини Аргонавт діляться на три підкатегорії: AGO, PIWI (англ. P-element-induced wimpy testis) та WAGO, яка специфічна для круглих червів (Caenorhabditis elegans). 
У рослин також є представники родини Аргонавт, AGO1, які схожі на підродину AGO, але в період розвитку ці білки виконують рослинно-специфічні функції.

### AGO
AGO підродина білків взаємодіє з мікроРНК та малими інтерферуючими РНК. Для біогенезу таких видів РНК необхідна активність РНКази III.

### PIWI
PIWI підродина білків взаємодіє з піРНК – малими нкРНК, що походять з ділянок ДНК під назвою піРНК-кластери, біогенез яких не залежить від ферменту РНКази III.

### WAGO
Невеликі нкРНК, що взаємодіють з білками підродини WAGO є продуктами прямого синтезу РНК. 

## Механізм РНК-заглушення
Деякі РНК формуються у вигляді двоспіральних молекул, але лише один ланцюг з'єднується з білком родини Аргонавт – це так званий гід-ланцюг (англ. guide strand), а комплементарний йому називається ланцюг-пасажир (англ. passenger strand). Важливим етапом є вибір саме гіда-ланцюга, оскільки при виборі ланцюга-пасажира будуть деградувати інші мРНК.

## Представники родини
У людини наявні 8 генів, які кодують білки родини аргонавт:
- AGO1
- AGO2
- AGO3
- AGO4
- AGO5
- AGO6
- AGO7
- AGO8